# Vojtěch Sapara
Vojtěch Sapara (15. dubna 1923 Senice na Hané – 2004 Olomouc) byl český chemik, autor mnoha patentů z oblasti syntetických léčiv. Působil také jako fotograf a pedagog a patřil mezi zakládající členy skupiny DOFO.

## Život a dílo
Absolvoval Reálné gymnázium (1942) a Vyšší hospodářskou školu v Olomouci (1945) a poté vystudoval chemii na Přírodovědecké fakultě Masarykovy univerzity v Brně (1949, RNDr.). Pracoval nejprve jako odborný asistent na Lékařské fakultě v Olomouci (1949–1952) a poté jako výzkumný pracovník v podniku Farmakon Olomouc (1953–1958). Je autorem 14 odborných publikací a 19 patentů v oblasti syntézy léčiv.
Fotografováním se začal zabývat kolem roku 1935, s výtvarnými ambicemi až na přelomu 50. a 60. let, kdy se stal členem okresního poradního sboru pro fotografii v Olomouci a zakládajícím členem skupiny DOFO. Působil v ní také jako odborník na speciální fotografické techniky a fotografickou technologii. Na přelomu 50. a 60. let bylo celkem běžné, že si fotografové míchali vlastní vývojky a Sapara byl mimo jiné zárukou vysoké kvality jejich zvětšenin.
Začínal podobně jako ostatní členové skupiny fotografiemi zátiší a zachycováním momentek „poezie všedního dne“, kromě toho se zabýval portrétem a tvůrčí aplikací speciálních fotografických postupů. V pozdějších letech se zaměřil na krajinářskou fotografii a spolu s Rupertem Kytkou vytvořil rozsáhlý fotografický cyklus slovenských krajin Dobrá země. Vedle krajinných scenérií vytvořil i snímky s řadou graficky pojatých detailů. Byl organizátorem fotografických výstav a vyučoval speciální fotografické techniky ve Škole výtvarné fotografie v Brně a na Institutu výtvarné fotografie Svazu českých fotografů (1972–1990). Se skupinou DOFO vystavoval v letech 1959, 1960, 1973 a 1975.

### Ceny
- 1982 2. cena na celostátní výstavě amatérské fotografie, Olomouc

### Zastoupení ve sbírkách
- Moravská galerie v Brně
- Slezské muzeum v Opavě
- Muzeum umění Olomouc

### Výstavy (výběr)

#### Autorské
- 1972 Fotografie Vojtěcha Sapary, Divadlo hudby (Galerie Titanic), Olomouc
- 1973 Rupert Kytka, Vojtěch Sapara: Dobrá země, Divadlo hudby (Galerie Titanic), Olomouc
- 1974 Rupert Kytka, Vojtěch Sapara: Dobrá země, Staroměstská radnice, Praha, Galerie fotografie, Děčín
- 1976 Rupert Kytka, Vojtěch Sapara: Dobrá země, Galerie výtvarného umění Hodonín
- 1977 Vojtěch Sapara, Štýrský Hradec, Rakousko
- 1981 Vojtěch Sapara: Fotografie, Sovinec
- 1982 Rupert Kytka, Vojtěch Sapara, výstavní síň Jizerského fotoklubu SČF, Hejnice

#### Kolektivní (výběr)
- 1948 Žena a dnešek, Dům umění města Brna
- 1963 II. přehlídka umělecké tvorby Severomoravského kraje, Krajské vlastivědné muzeum, Olomouc
- 1965 DOFO: Fotografie, Kabinet fotografie Jaromíra Funka, Brno
- 1966 Surrealismus a fotografie, Kabinet fotografie Jaromíra Funka, Brno
- 1970 Členské výstavy olomouckých výtvarníků k 25. výročí osvobození ČSSR, Dům umění, Olomouc
- 1989 Česká amatérská fotografie 1945–1989, Bruselský pavilon, Praha
- 1995 Výstava fotografií skupiny DOFO, Uměleckoprůmyslové muzeum, Brno
- 1995 Výstava fotografií skupiny DOFO, Muzeum umění Olomouc
- 1998 Oznámení o Ikarově letu: Olomoucká šedesátá léta, Muzeum umění Olomouc
- 1999 ... a co sbírky. Přírůstky Muzea umění Olomouc za léta 1985–1998, Muzeum umění Olomouc
- 2003 JÓFOTÓ – DOFO kialitása, Magyar Fotográfiai Múzeum / Hungarian Museum of Photography, Kecskemét
- 2005 Česká fotografie 20. století / Czech photography of the 20th century, Praha
- 2012 Civilizované iluze: Fotografická sbírka Muzea umění Olomouc, Muzeum umění Olomouc
- 2015 Landskrona Foto View: Czech Republic, Landskronan Museo, Landskrona
- 2016/2017 Na pierwszy rzut oka / Na první pohled (Wybór z czeskiej fotografii XX i XXI wieku / Výběr z české fotografie 20. a 21. století), Muzeum Ślaska Opolskiego, Opole

### Antologie fotografie
- Česká fotografie 20. století, Uměleckoprůmyslové museum, Praha 2005

### Katalogy
- Československá fotografie 1968 / 1970, ze sbírek Moravské galerie v Brně, text Antonín Dufek, Brno 1971
- Česká amatérská fotografie 1945–1989, text Petr Klimpl, Ústav pro kulturně výchovnou činnost, Praha 1989
- DOFO Fotoskupina, text Pavel Zatloukal, Antonín Dufek, Muzeum umění Olomouc, Moravská galerie v Brně 1995, ISBN 80-7027-041-1
- …a co sbírky (Přírůstky Muzea umění Olomouc za léta 1985 – 1998), Štěpánka Bieleszová Müllerová, Muzeum umění Olomouc 1999, ISBN 80-85227-31-2
- Civilizované iluze: Fotografická sbírka Muzea umění Olomouc / Civilised Illusion: Photography Collection of the Olomouc Museum of Art, text Pavel Zatloukal a kol., Muzeum umění Olomouc 2012, ISBN 978-80-87149-43-0
- Landskrona Foto View: Czech Republic (A Century of Avant-garde and Off-guard Photography), text Vladimír Birgus a kol., Muzeum umění Olomouc, Landskronan Museo 2015, ISBN 978-80-871499-7-3, ISBN 978-91-976702-9-6
- Na pierwszy rzut oka / Na první pohled / At First Sight (Wybór z czeskiej fotografii XX i XXI wieku / Výběr z české fotografie 20. a 21. století / A selection of Czech photography from the 20th and 21st centuries), text Vladimír Birgus a kol., Muzeum umění Olomouc 2016 ISBN 978-80-88103-14-1

### Encyklopedie
- Encyklopedie českých a slovenských fotografů, ASCO, Praha 1993
- Slovník českých a slovenských výtvarných umělců 1950–2004 (XIII. Ro – Se), Výtvarné centrum Chagall, Ostrava 2004, s. 499–500